# Victoria Spartz
Victoria Spartz, née le 6 octobre 1978 à Nossivka (République socialiste soviétique d'Ukraine), est une femme politique américaine d'origine ukrainienne. Membre du Parti républicain, elle entre en 2017 au Sénat de l'Indiana avant de remporter les élections de la Chambre des représentants de 2020.

## Jeunesse
Née et élevée en république socialiste soviétique d'Ukraine, elle émigre en 2000 aux États-Unis et devient une citoyenne américaine,. Avant son arrivée aux États-Unis, elle obtient un baccalauréat universitaire en sciences de l'université nationale de commerce et d'économie de Kiev puis un master de la Kelley School of Business (en) affiliée à la Indiana University–Purdue University Indianapolis (en).

## Carrière
Pendant plusieurs années, elle occupe le poste de directrice administrative et financière de l'attorney general de l'Indiana. Elle est également auxiliaire de la Kelley School of Business (en) et une auditrice pour Big Four.

### Politique
En 2017, après la résignation de Luke Kenley, elle obtient un siège au Sénat de l'Indiana pour le 20e district.
En 2020, Susan Brooks annonce ne pas se représenter pour sa réélection dans le 5e district de l'Indiana. Victoria Spatz décide alors de se lancer dans la course à l'investiture. Elle remporte la primaire républicaine du 5 juin 2020 et est choisie pour s'opposer à l'ancienne membre de la Chambre des représentants de l'Indiana, la Démocrate Christina Hale (en). Pendant sa campagne, elle se vante d'être opposée au Patient Protection and Affordable Care Act. Le 3 novembre 2020, elle remporte l'élection avec 50 % des voix.